# La Villedieu-en-Fontenette
La Villedieu-en-Fontenette es una población y comuna francesa, situada en la región de Borgoña-Franco Condado, departamento de Alto Saona, en el distrito de Lure y cantón de Saulx.

## Etimología
El nombre de la comuna proviene de Villa Dei —Villa de Dios— por el antiguo hospital de la Orden de San Juan, el Hospitale de Villa Dei, y Fontenette, antiguo nombre de la aldea.

## Historia
En el siglo XII, los hospitalarios de la Encomienda de la Orden del Hospital de San Juan de Jerusalén se instalaron en la antigua aldea, de la que tomaron posesión confiriéndole el nombre Villa Dei —nombre utilizado para sus instituciones— y fundaron un hospital el año 1186. El lugar se convirtió también en un centro de peregrinación donde se acudía a venerar las reliquias de Saint-Germain de Auxerre.

## Demografía
| 178 | 185 | 162 | 196 | 177 | 155 | 170 |
| Para los censos de 1962 a 1999 la población legal corresponde a la población sin duplicidades (Fuente: INSEE [Consultar]) |     |     |     |     |     |     |